# Parafia Wniebowstąpienia Pańskiego w Orzeszkowie
Parafia Wniebowstąpienia Pańskiego – parafia prawosławna w Orzeszkowie, w dekanacie Hajnówka diecezji warszawsko-bielskiej.
Na terenie parafii funkcjonuje 1 cerkiew:
- cerkiew Wniebowstąpienia Pańskiego w Orzeszkowie – parafialna

## Historia
Parafia w Orzeszkowie została erygowana w 1982. Do tego czasu wierni należeli do parafii hajnowskiej, a jeszcze wcześniej do parafii w Dubinach.
Na obszarze parafii leżą miejscowości: Orzeszkowo, Topiło, Wygon, Olszyna, Sosnówka, Łozice, Pasieczniki Duże, Majdan oraz przysiółki Pasieczniki-Stebki i Jakubowo z ogólną liczbą 600 osób.

## Proboszczowie
- 1983–1984 – ks. Paweł Kononiuk (Kanoniuk)
- 1984–2001 – ks. Mikołaj Markiewicz
- 2001–2019 – ks. Leon Anchim
- 2019–2020 – ks. Aleksander Wysocki
- 2020[1]–2021 – p.o. ks. Aleksander Kulik
- od 2021 – ks. Rafał Wawreniuk[2]